# WP Nel
WP Nel (nacido en Loeriesfontein el 30 de abril de 1986) es un jugador de rugby británico, de origen sudafricano, que juega de pilier para la selección de rugby de Escocia y, actualmente (2015) para los Edinburgh de la GuinnessPro12.
Previamente ha jugado para los Free State Cheetahs, Western Province y los Boland Cavaliers.
Su debut con la selección nacional de Escocia se produjo en un partido contra Italia en Turín el 22 de agosto de 2015.
Seleccionado por Escocia para la Copa Mundial de Rugby de 2015, en el partido contra  Estados Unidos, que terminó con victoria escocesa 39-16, Nel logró un ensayo.